# Kayman's Gate

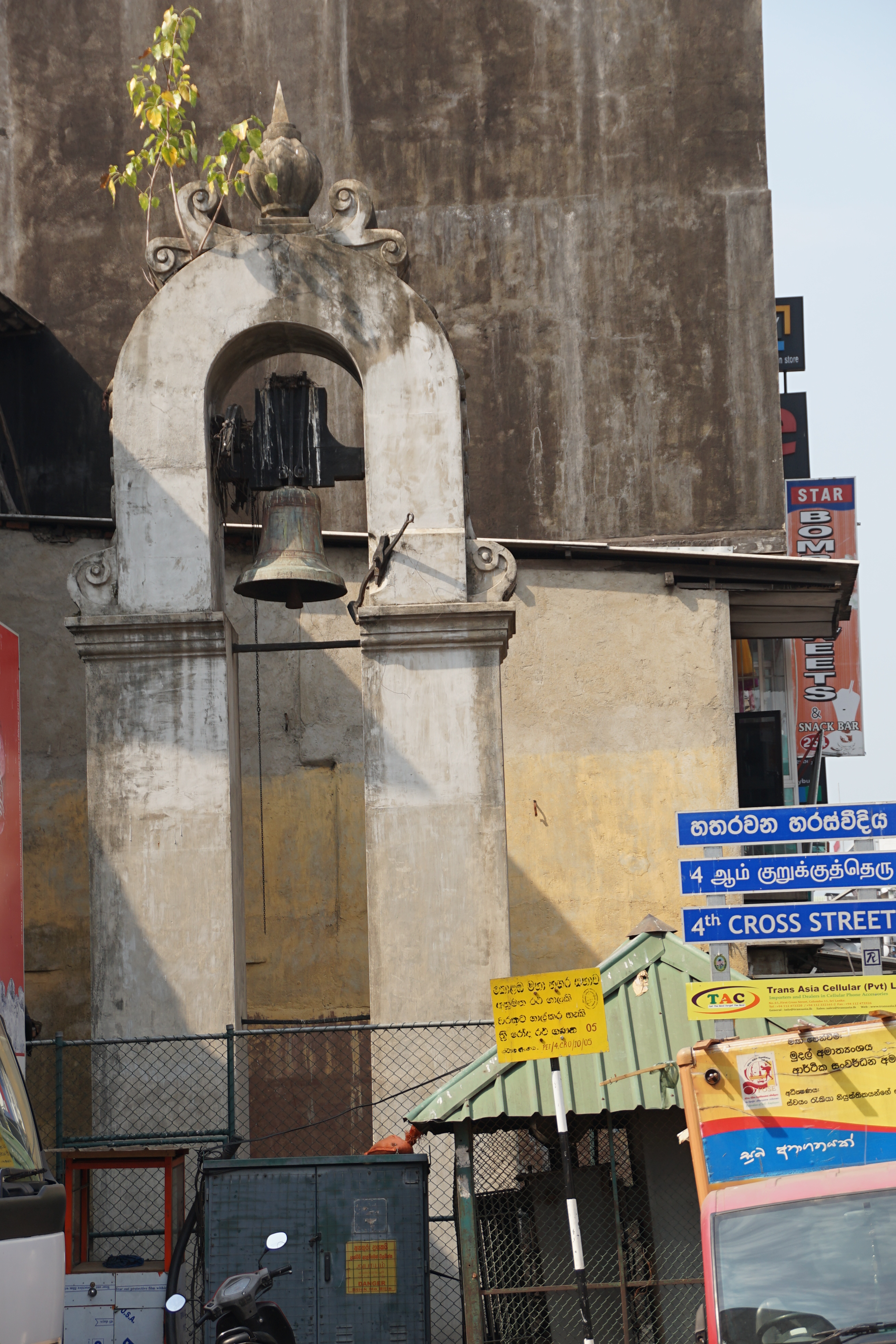
Kayman's Gate, op de kruising van Main en 4th Cross Streets, Colombo, Sri Lanka

Kayman's Gate (Sinhala, Kaiman Dorakada) was een toegang tot de oude stad buiten het voormalige fort van Colombo, gelegen aan de voet van de Wolvendaal heuvel in het Pettah district van Colombo, Sri Lanka. Een historische vrijstaande klokkentoren staat nog steeds op deze plek, die nu de kruising van Main Street en 4th Cross Street vormt.

## Geschiedenis

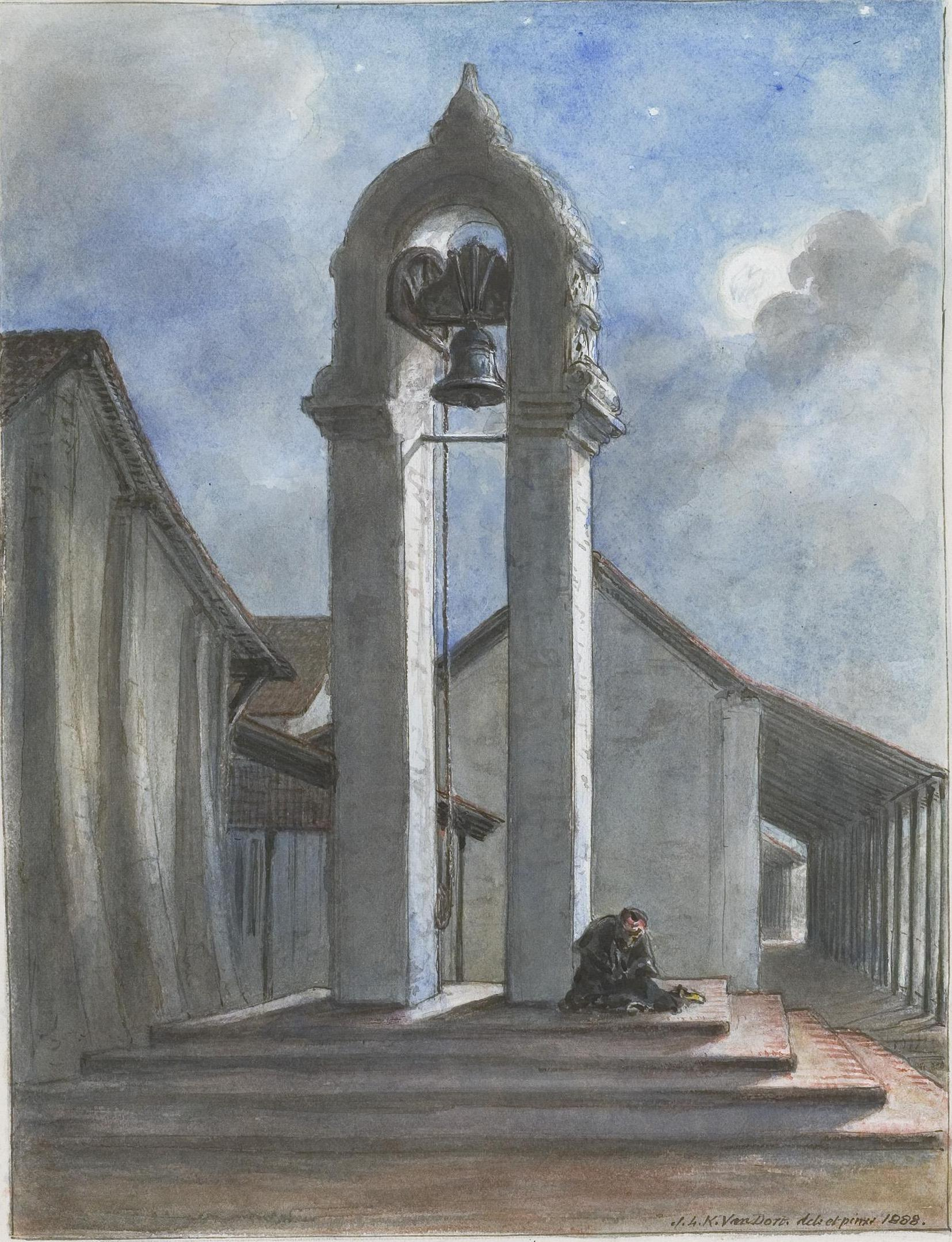
Aquarel van Kayman's Gate door J.L.K. van Dort (1888)

Het eerste Colombo Fort werd in 1554 door de Portugezen gebouwd als een versterking van hun handelspost in Colombo en werd in 1656 door de Nederlanders veroverd. Onder de Portugezen was de belangrijkste ingang van het fort aan de oostkant Poorta Reinha ("Koninginnepoort"), een grote tunnel beschermd door een ophaalbrug over een gracht. "Kayman's Gate" komt van het Nederlandse woord Kaaiman, krokodil. In die periode werden in het Beira meer veel moeraskrokodillen aangetroffen, die in de gracht samenkwamen om afval te eten dat door de bewoners van het fort was weggegooid. Het zuid-noordkanaal dat het Beira meer via de gracht met de zee verbond, werd later St. John's River genoemd, en vervolgens, nadat het tijdens de Britse bezetting was gedempt, St. John Street. Koningsstraat, oorspronkelijk de Portugese Roa Directo, en nu Main Street, verbond het fort met de oude stad Pettah en eindigde bij Kayman's Gate. In 1870 werd het fort bijna volledig gesloopt. Tot het einde van de 19e eeuw gebruikten koloniale heersers de plek bij Kayman's Gate voor openbare ophangingen.
De klok van de Kayman's Gate toren dateert naar verluidt uit de 16e eeuw, waar hij oorspronkelijk hing in een Portugese kerk gewijd aan Sint Franciscus in de koninklijke stad Kotte. Hoewel Kotte in 1565 werd verlaten, bezetten de Nederlanders het later weer en vonden ze een klok te midden van de ruïnes van de kerk. Deze klok werd verplaatst naar een nieuw gebouwde klokkentoren bij Kayman's Gate, waar hij werd gebruikt als een avondklok om het sluiten van de poorten van het kasteel en het doven van de lichten aan te kondigen. Na de sloop van de muren van het fort werd de klok gebruikt om de gelovigen op te roepen voor de kerkdienst in de Wolvendaalkerk. De klokkentoren werd toen eigendom van de kerk. 

## Afbeeldingen

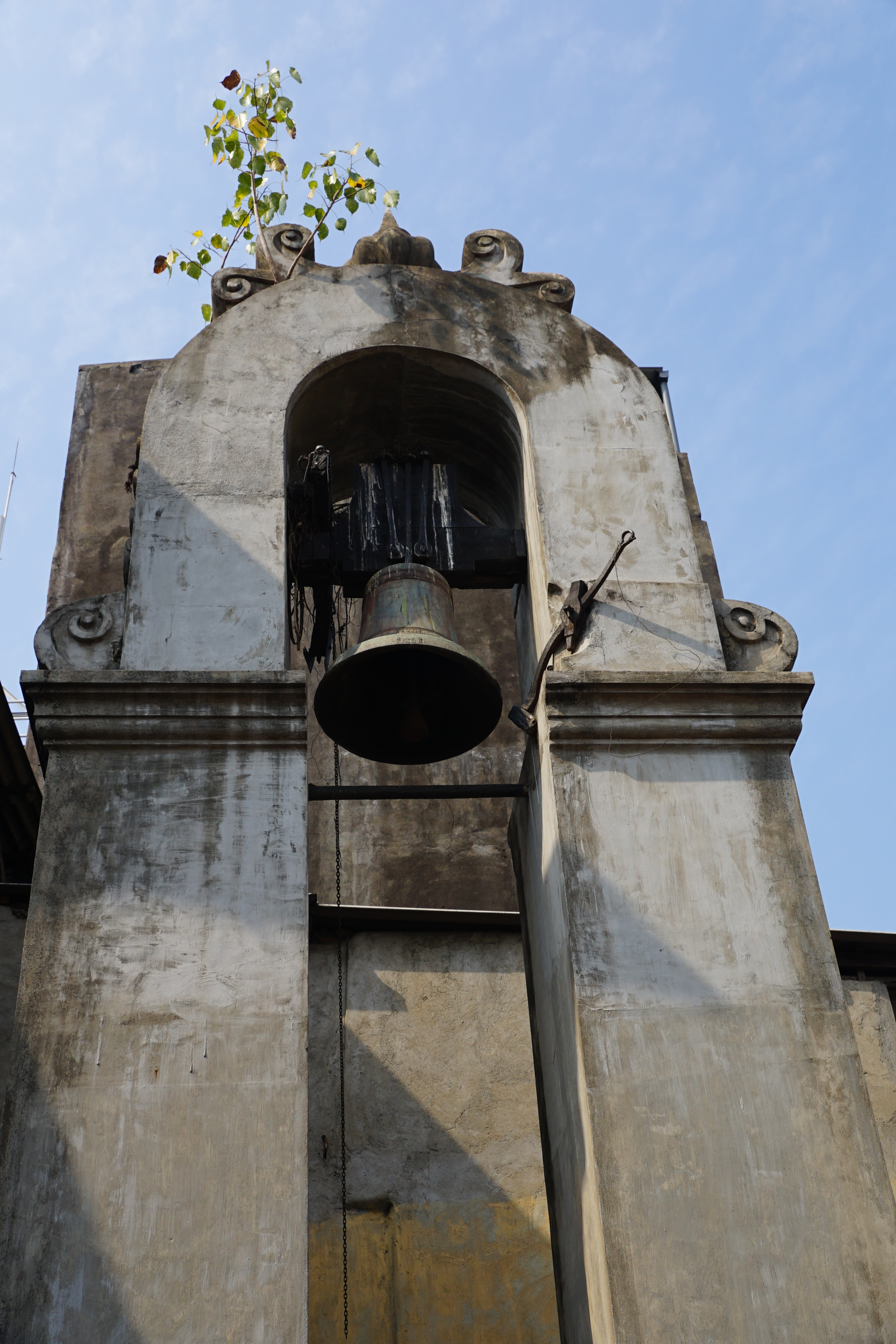
De klok
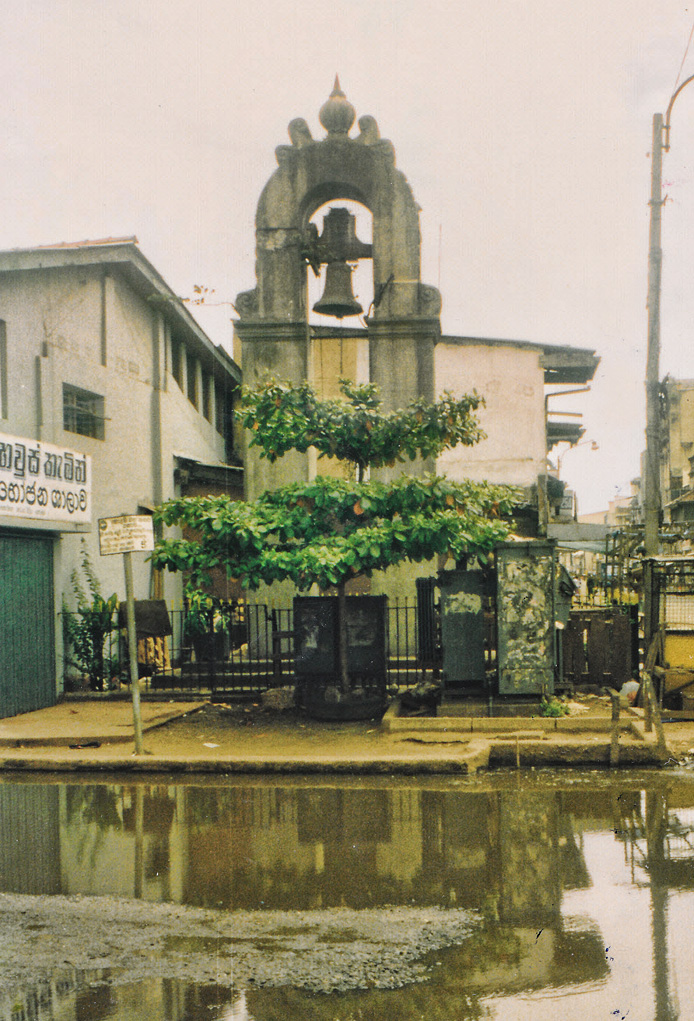
De klokkentoren in 1991
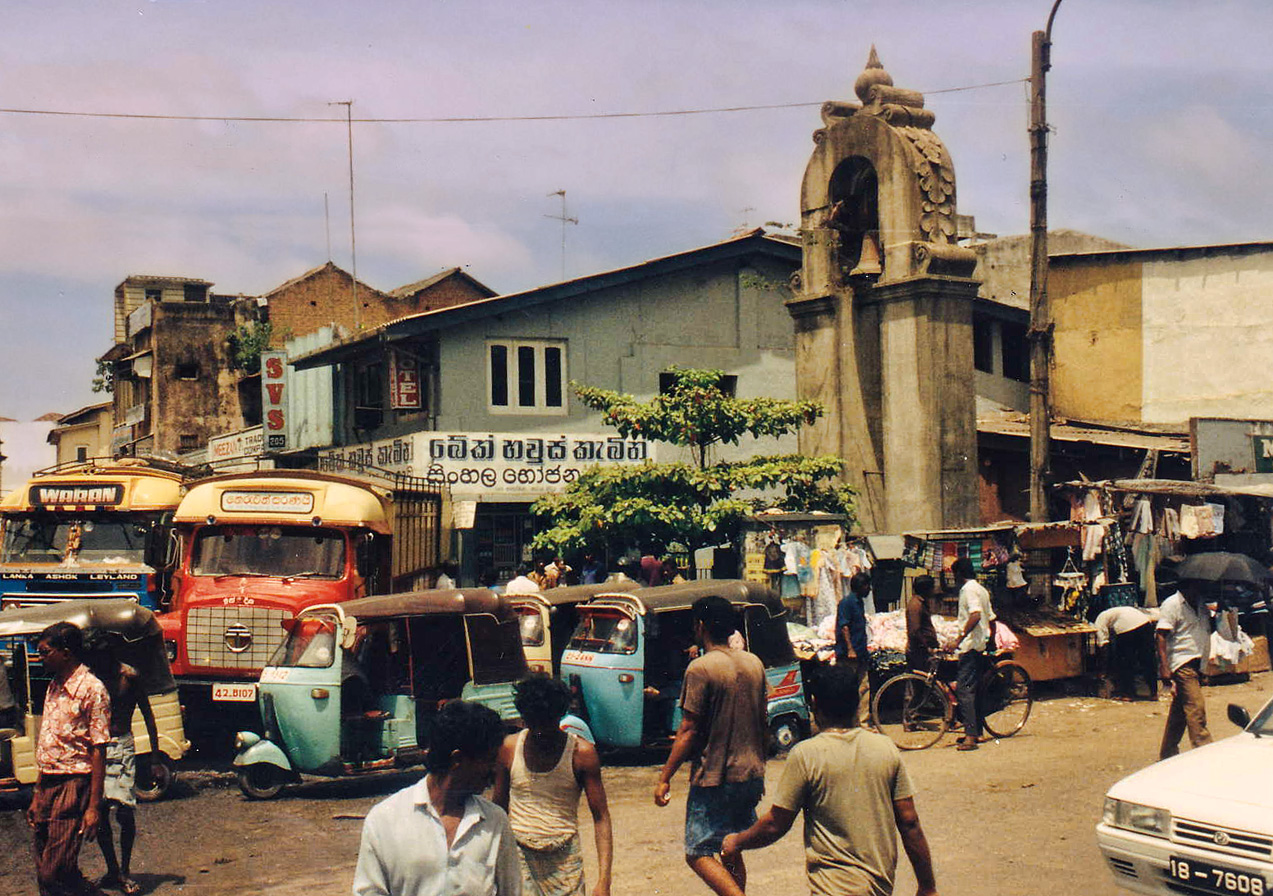
Main street in de Pettah
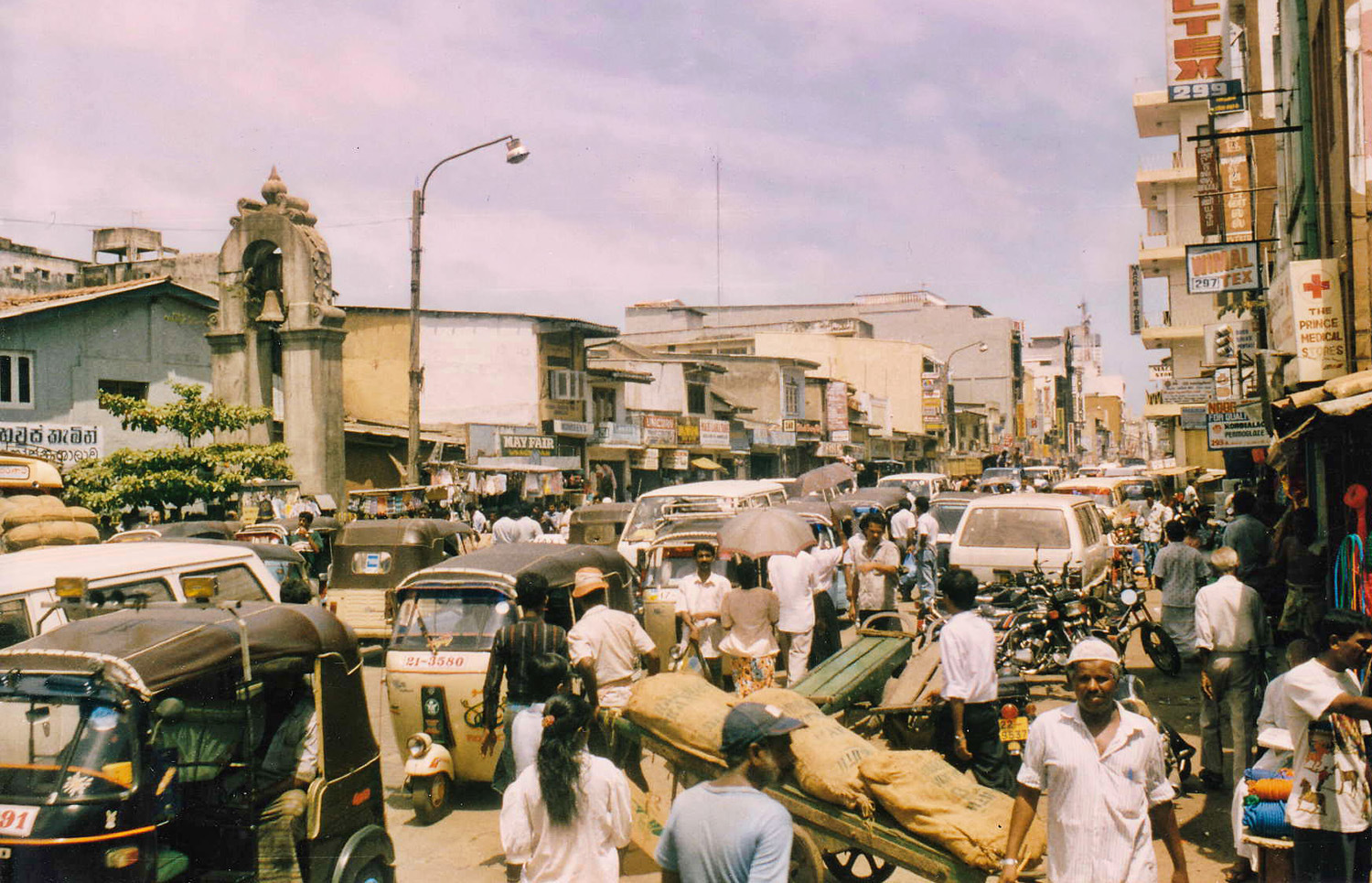
Main street in de Pettah
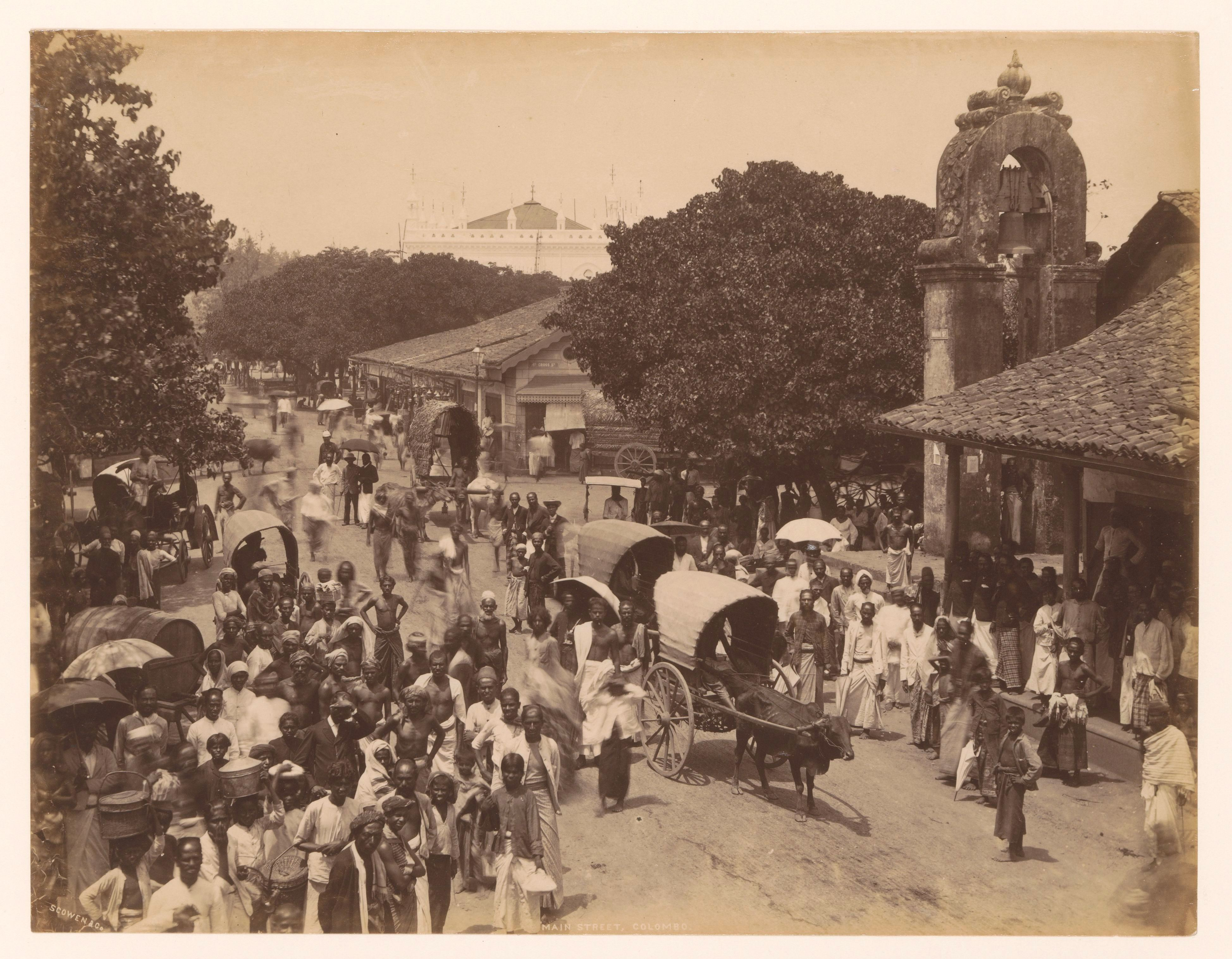
Rond 1910